# Almarza
Almarza ist ein Ort und eine Berggemeinde (municipio) mit 626 Einwohnern (Stand: 2024) im Nordwesten der spanischen Provinz Soria in der Autonomen Gemeinschaft Kastilien-León. Zur Gemeinde gehören etwa ein Dutzend in den 1960er Jahren eingemeindete Dörfer und Weiler, von denen jedoch bereits zwei vollständig entvölkert sind (despoblados).

## Lage und Klima
Die Gemeinde Almarza liegt in der Berglandschaft im Norden der Provinz Soria in einer Höhe von ca. 1050 bis 1150 m. Die Entfernung zur südlich gelegenen Provinzhauptstadt Soria beträgt ca. 23 km (Fahrtstrecke). Das Klima ist gemäßigt bis warm; Regen (ca. 620 mm/Jahr) fällt übers Jahr verteilt.

## Bevölkerungsentwicklung
| Jahr      | 1857 | 1900 | 1950 | 2000 | 2017 |
| Einwohner | 436  | 514  | 518  | 615  | 604  |

Die zunehmende Mechanisierung der Landwirtschaft und der daraus resultierende Verlust an Arbeitsplätzen haben in der zweiten Hälfte des 20. Jahrhunderts zu dem deutlichen Rückgang der Bevölkerungszahl geführt, der jedoch durch Eingemeindungen aufgefangen werden konnte.

## Wirtschaft
Der Ort Almarza diente jahrhundertelang als Handels-, Handwerks- und Dienstleistungszentrum für die landwirtschaftlich geprägten Dörfer und Einzelgehöfte der Umgebung. Er war überdies eine wichtige Station im System der Handels- und Viehwege (Cabaña Real de Carreteros) im Norden Spaniens. Heute spielt der Tourismus in Form der Vermietung von Ferienwohnungen (casas rurales) eine nicht unbedeutende Rolle für die Einnahmen der Gemeinde.

## Geschichte
Im Dorf Cubo de la Sierra wurde ein jungsteinzeitliches Großsteingrab (Dolmen de San Gregorio) freigelegt, welches etwa in die Zeit um 3500 bis 4000 v. Chr. datiert wird. Aus der keltiberischen Epoche (6. bis 2. Jahrhundert v. Chr.) sind zwei als castra identifizierte Wallanlagen vorhanden; aus römischer Zeit stammt eventuell noch die als puente romano bezeichnete Brücke im Dorf Espejo de Tera. Nach der arabisch-maurischen Eroberung entvölkerten sich weite Gebiete im Norden der Iberischen Halbinsel und wurden erst im 10. und 11. Jahrhundert von Christen aus dem Norden wiederbesiedelt (repoblación); im 12. Jahrhundert entstanden die ersten romanischen Kirchen. Vom 16. bis zum 18. Jahrhundert erlebte die Region durch den Wollexport nach Flandern eine wirtschaftliche Blütezeit, was sich am Um- oder Neubau mehrerer Kirchen ablesen lässt.

## Sehenswürdigkeiten
Almarza

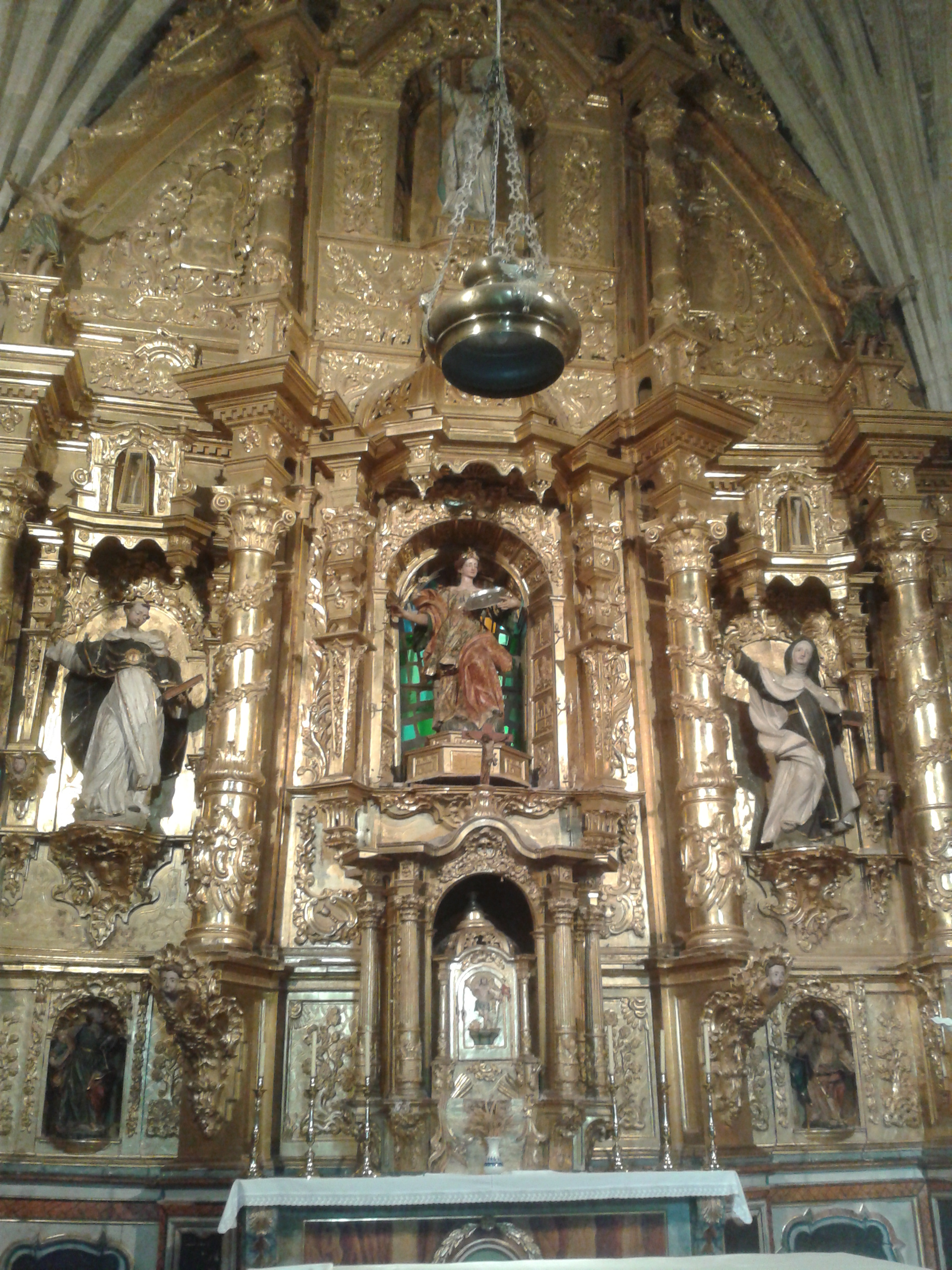
Altarretabel der Kirche Santa Lucía

- Die Casa Fuerte de San Gregorio ist ein außergewöhnlicher spätmittelalterlicher Baukomplex bestehend aus einer Kirche (Iglesia de San Gregorio) und einem Kloster, welches im 16. Jahrhundert dem Dominikanerorden übergeben wurde.[4]
- Die – mit Ausnahme einiger Ecksteine – zur Gänze aus Hausteinen errichtete Pfarrkirche Santa Lucía ist ein einschiffiger Bau im Übergangsstil zwischen Spätgotik und Renaissance; sie hatte einen romanischen Vorgängerbau, von dem nur geringe Spuren erhalten blieben. Das spätbarocke Altarretabel zeigt von Wein umrankte Säulen und auf der Spitze stehende Pilaster im churrigueresken Stil.
- Die Ermita de la Inmaculada Concepción hat einen für die Region ungewöhnlichen oktogonalen Grundriss.
- Die Ermita de los Santos Nuevos barocke Wappenschilde (blasones) der Marqueses de Zafra.
- Der Palacio de la Familia Montenegro ist ein sehenswerter Bau aus dem 18. Jahrhundert.

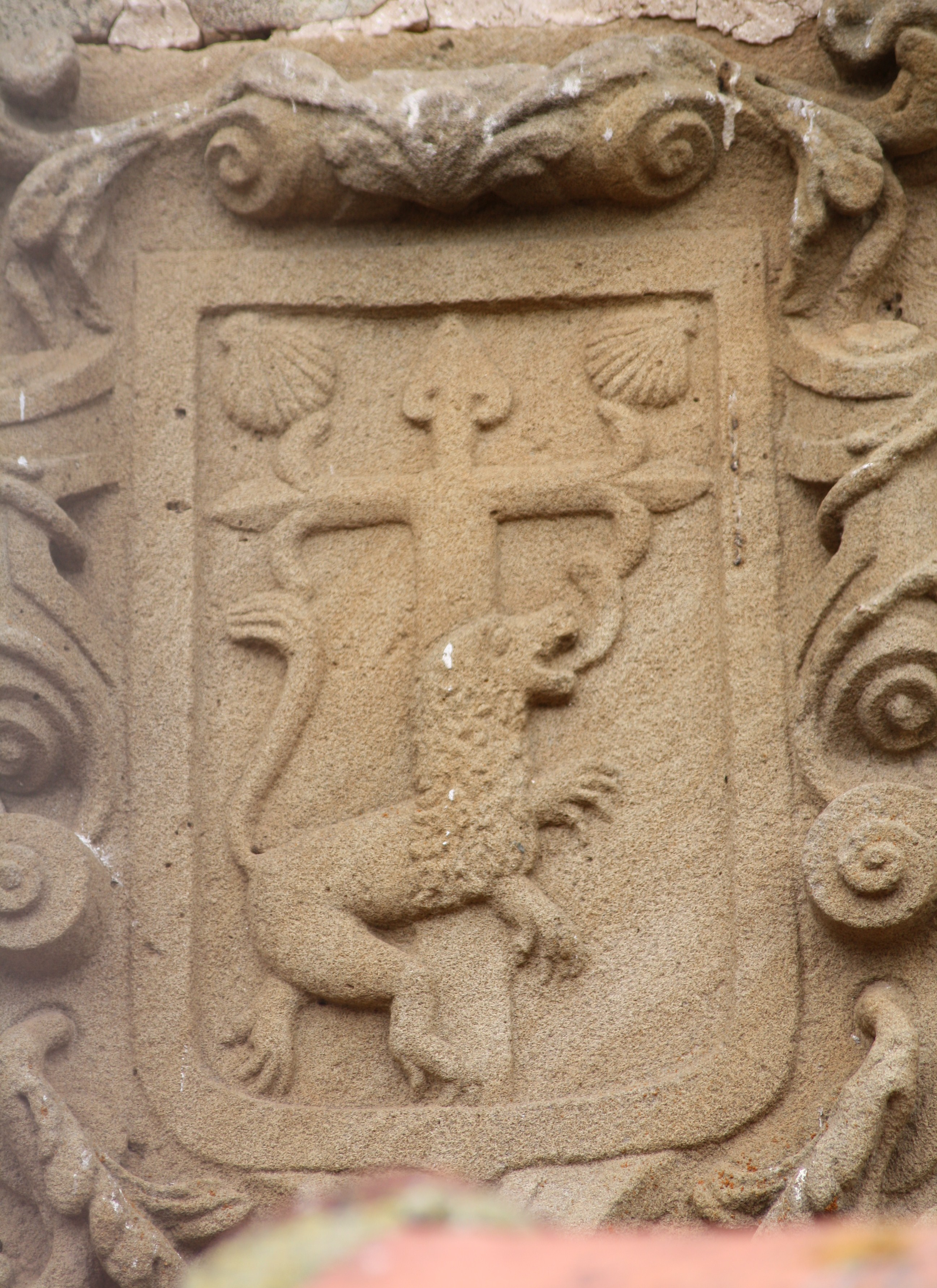
Wappen des Santiago-Ordensritters Don Juan Ramírez de Almarza
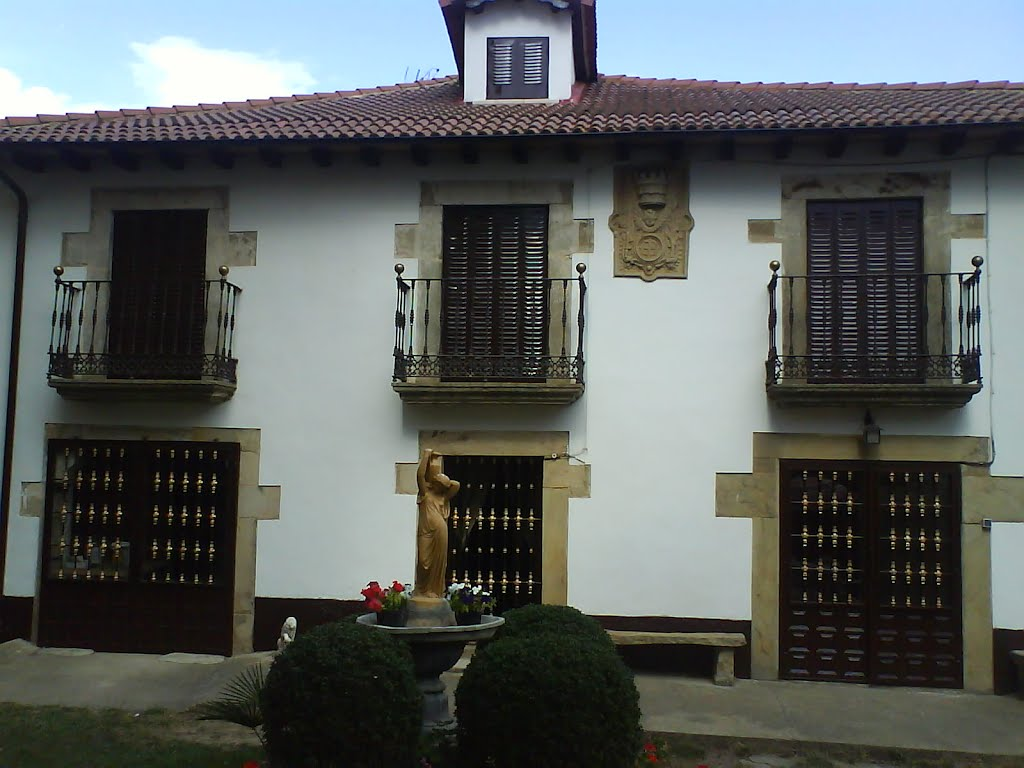
Palast mit Wappenschild
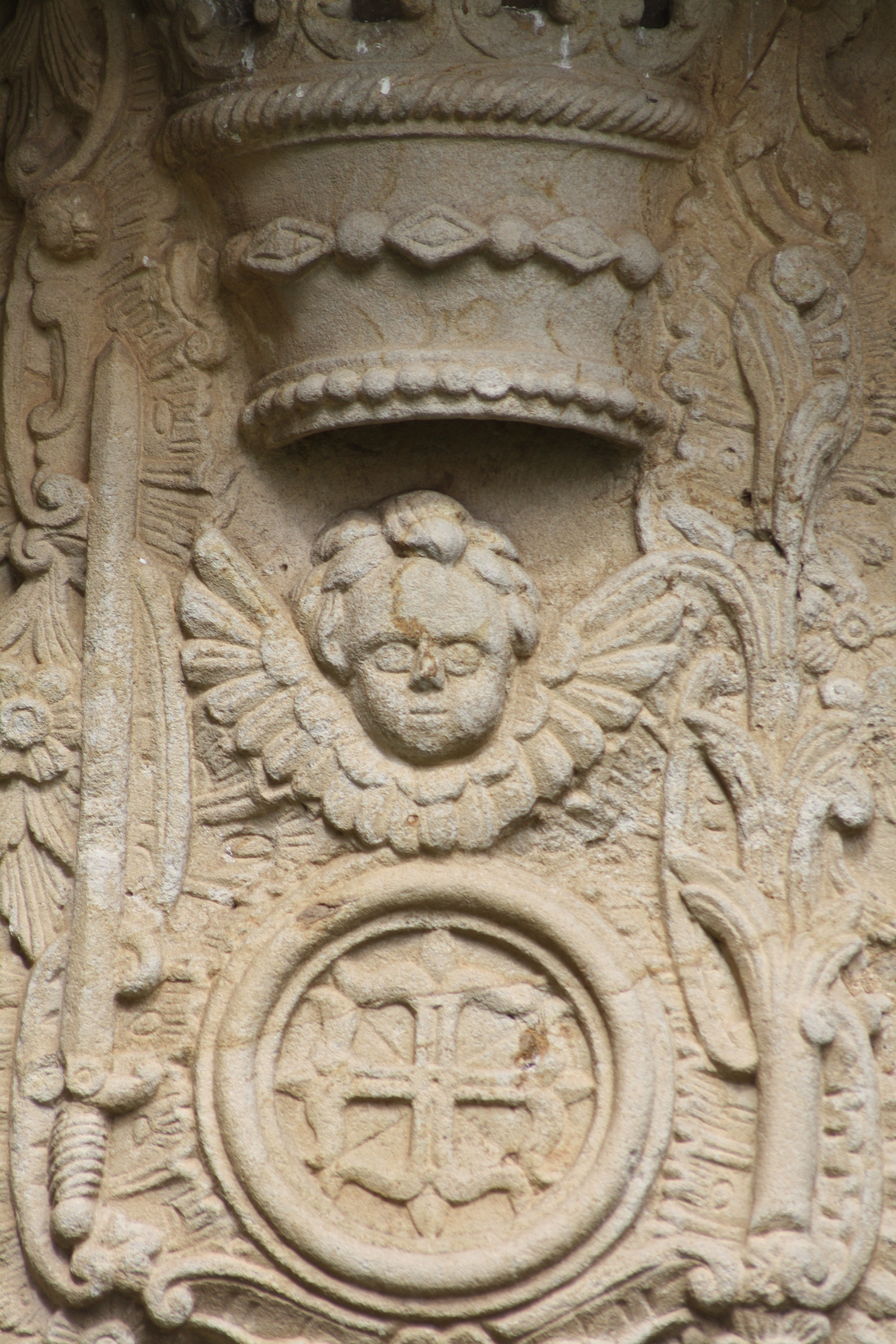
Barockes Adelswappen

Cubo de la Sierra
- Die Casa fuerte  ist ein spätgotischer Bau aus dem Jahr 1461; er gehörte der Familie Medrano.
- Die Kirche Santo Tomás Apóstol ist ein Bau des 18. Jahrhunderts; die romanische Apsis ist noch erhalten.
- Die Überreste des megalithischen Dolmen de San Gregorio befinden sich unweit des heutigen Ortes.[5]

Espejo de Tera
- Am Ortsrand steht eine als puente romano bezeichnete Brücke.
- Die schmucklose romanische Dorfkirche San Bonifacio ist noch weitgehend unverändert erhalten.

Gallinero
- In der ländlich-gotischen Kirche Nuestra Señora del Rosario finden sich Gräber und Wappenschilde der Familie Vinuesa.
- Die Casa gótica de los Vinuesa ist ein bedeutendes Zeugnis spätgotischer Zivilarchitektur.
- Auf Felsplatten in der Umgebung (Yacimento de Icnitas) finden sich Dinosaurierspuren.
- Kaum wahrnehmbare Überreste eines keltiberischen castrums finden sich der Umgebung.

Matute de la Sierra
- Die kleine romanische Dorfkirche beherbergt ein sehenswertes Taufbecken.

Portelárbol
- Die Kirche Santo Tomás Apóstol ist romanisch.

San Andrés de Soria
- Die Kirche San Andrés ist ein Bau aus der Zeit der Spätgotik; am Portal sind Spuren einer romanischen Vorgängerkirche erkennbar.

Segovela
- Die im 18. Jahrhundert weitgehend neugebaute Kirche Santa Cruz hat noch ihre romanische Apsis.

Sepúlveda de la Sierra
- An der in späterer Zeit erneuerten Kirche Santo Tomás Apóstol überrascht ein schönes romanisches Portal.
- In der Umgebung befindet sich das Castro celtíbero del Zaranzano

Tera
- An der spätgotischen Kirche Nuestra Señora de Carmen sind noch Reste eines romanischen Vorgängerbaus erkennbar.
- Die Casa Solariega de los Marqueses de Vadillo stammt aus dem 15. Jahrhundert.